# Malus
Malus (lat. špatný) je ve finančnictví druh penalizace vyměřovaný bankovními ústavy a pojišťovnami. Slovo malus je antonymum slova bonus (lat. dobrý).
V pojišťovnictví jde o opak bonusu, tedy přirážku ke stanovenému pojistnému v případě nesplnění stanovených podmínek průběhu pojištění nebo horšího než stanoveného (kalkulovaného) rizika. Nejčastěji jde o přirážku za nepříznivý škodní průběh v předchozím období.
Malus jako finanční nástroj se obvykle vyskytuje pouze jako součást systému „bonus-malus“, což znamená, že požadované chování klienta je zvýhodněno (odměňováno) nebo penalizováno (pokutováno). Finanční ústavy, hlavně pojišťovny, nepoužívají nástroj malus jako ojedinělý akt vůči pojistníkovi. Bonus-malus systém není definován žádným zákonem, je to součást interních předpisů poskytovatele finanční služby.
Malus ve významu penalizace za smluvní plnění se vyskytuje hlavně u pojištění vozidel, hasicích a signalizačních zařízení. Pojištění vozidel bývá smluvně upraveno tak, aby byly pojistníkovi zvyšovány splátky pojistného v případě, že má nahlášené zaviněné pojistné události – nehody. Vždy je to ale navázané na celkový bonus-malus, který poskytuje zvýhodněné platby (bonusy) za historii pojištění bez nehod.